# 福州鳗鲡
福州鳗鲡（学名：Anguilla foochowensis）为鳗鲡科鳗鲡属的鱼类。在中国，分布于闽江口等。该物种的模式产地在福建福州。

## 扩展阅读
維基物種上的相關：福州鳗鲡